# Збиття російського Су-24 в Туреччині
Збиття́ росі́йського Су-24 у 2015 році — міжнародний збройний інцидент, що стався 24 листопада 2015 року поблизу сирійсько-турецького кордону, наслідком якого стала катастрофа літака Су-24 ПКС Росії, який був атакований винищувачем F-16 ПС Туреччини через порушення російським бомбардувальником повітряного простору Туреччини.

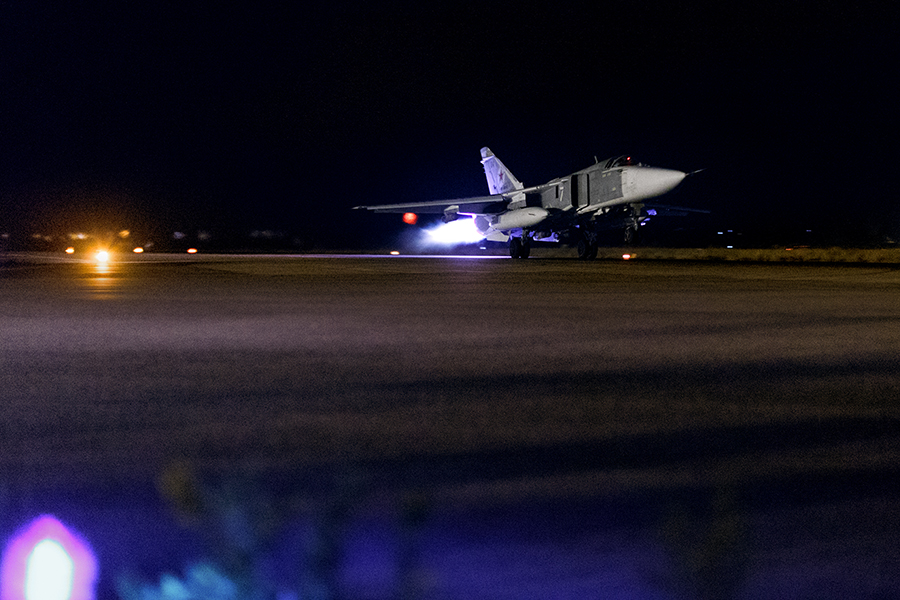
Нічні вильоти з авіабази «Хмеймім» у Сирії

Це збиття було першим знищенням російського (чи радянського) військового літака збройними силами держави — члена НАТО після 1950-х.

## Передісторія

### Серпень 1976, Вірменія, СРСР
24 серпня 1976 року ракетою був збитий турецький літак-розвідник тоді, як на короткий проміжок часу він порушив державний кордон з Вірменією, що на той час входила до складу СРСР. Очевидці, мешканці села Игдир (тур. Iğdır), стверджують, що інтервал часу між перетином літаком річки Аракс (по якій проходила лінія кордону) та запуском ракети «з боку Росії» був дуже короткий, і зазначають, що за цей час неможливо було зробити попередження про порушення кордону. «Літак був збитий за 20 кілометрів від кордону, у межах нашого власного кордону».

### Сирія — Туреччина
25 листопада 2015 року голова бюро ВВС в Анкарі Серкан Демірташ нагадав, що у 2012 році турецький військовий літак, що перебував у міжнародному повітряному просторі, був збитий сирійськими збройними силами. У відповідь Туреччина тоді переглянула свої правила застосування збройної сили і оголосила, що буде перехоплений будь-який військовий об'єкт, морське чи повітряне судно, чи наземний засіб, що рухається в бік турецького кордону, що порушив кордон або створює загрозу для його безпеки. Результатом застосування цієї практики протягом 2012—2015 років стала дедалі більша напруженість у турецько-сирійських стосунках. Турецькі військові за цей час збили сирійський бойовий літак і сирійський гелікоптер.

### Вересень 2014, Ізраїль
У вересні 2014 року протиповітряна оборона Ізраїлю збила літак, який ізраїльські джерела ідентифікували як Су-24. Літак бомбив територію Сирії і порушив ізраїльський повітряний простір на 800 метрів. Літак потрапив у повітряний простір Ізраїлю у районі Голанських висот. Після того, як Ізраїль запустив ракету «Петріот», він спробував розвернутися — так заявило джерело у міністерстві оборони Ізраїлю. Літак загорівся і впав на землю. Пілотові вдалося катапультуватися.
Бригадний генерал Рам Шмуелі, колишній голова розвідувального підрозділу ВПС Ізраїлю, заявив, що причиною цього інциденту могла стати помилка пілота. Міністр оборони Моше Яалон заявив, що Ізраїль аналогічно реагуватиме на подібні загрози, незалежно від того, є вони результатом помилки, чи ні.

### Поперередження щодо неприпустимості вторгнення у повітряний простір
У жовтні 2015 року уряд Туреччини двічі оголошував Москві формальні попередження, коли її літаки опинялися в турецькому повітряному просторі. Керівництво НАТО тоді заявило, що російські винищувачі й бомбардувальники зовсім не випадково порушили турецький кордон.
20 листопада МЗС Туреччини викликало посла РФ у зв'язку з авіаударами ВКС Росії по селах туркманів у Сирії. У МЗС зазначили, що бомбардування можуть призвести до серйозних наслідків.

## Інцидент

### Перебіг подій
24 листопада 2015 року, близько 9:24 ранку, два турецькі винищувачі F-16 були підняті по тривозі через вторгнення двох літаків Су-24 у повітряний простір Туреччини. Після 10 попереджень екіпажу Су-24, здійснених протягом 5 хвилин, один з турецьких винищувачів на висоті 6000 м атакував російський літак. Обидва пілоти підбитого літака встигли катапультуватися; літак упав у сирійській провінції Латакія на відстані 4 км від кордону. За заявою президента Туреччини Реджепа Тайїпа Ердогана деякі уламки від збитого Су-24 поранили двох громадян на території Туреччини.
Представники турецької армії заявили, що на момент перехоплення літака-порушника їм не було відомо, чий він — сирійський, російський, чи чийсь іще. Відповідні дії були здійснені щодо неідентифікованого повітряного судна.
Президент Туреччини, Ердоган заявив, що ПС Туреччини діяли в межах правил реагування на загрози: «Ми не хотіли цієї ситуації, але всі повинні поважати право Туреччини на захист своїх кордонів. Невпізнаний військовий літак вторгнувся у наш повітряний простір, впродовж п'яти хвилин йому було зроблено десять попереджень, але порушення продовжувалось. Строго у межах прийнятих і оголошених нами раніше правил реагування на загрози по відношенню до нього було вжите втручання», — заявив він після засідання Ради безпеки Туреччини.
25 листопада турецькі військові оприлюднили аудіозапис попередження пілотів СУ-24.
Міністерство оборони РФ заперечувало інформацію про порушення турецького повітряного простору, зауваживши, що літак виконував завдання у рамках боротьби Росії проти терористів Ісламської держави. Міністерство внутрішніх справ Туреччини оприлюднило знімки своїх військових радарів, які підтверджують перетин сирійсько-турецького кордону російськими літаками.
Турецькі військові заявляють про участь в інциденті ще одного Су-24, який, втім, покинув повітряний простір Туреччини після попередження.
Президент Туреччини у своєму виступі 23 грудня назвав дії російської сторони із «чорною скринькою» «пропагандистським шоу, що не має сенсу» у той час, як правомірність дій Туреччини визнана у всьому світі.

### Учасники інциденту
Один з двох пілотів, які катапультувалися з борту Су-24 ще до того, як літак розбився на території Сирії, командир літака, підполковник Пєшков Олег Анатолійович — загинув. За однією із версій він був обстріляний із землі після катапультування. Другий, штурман Су-24 Костянтин Мурахтін — вижив та був евакуйований. 
25 листопада 2015 р., Президент Росії В. Путін присвоїв О. Пєшкову звання Героя Росії (посмертно).
25 листопада 2015 р. міністр оборони РФ С. Шойгу підтвердив, що штурмана літака в ході спецоперації було евакуйовано на базу російських військових, розташовану в Сирії.
Задовго до інциденту, за даними Тамбовського гарнізонного військового суду, а саме — в квітні 2013 року підполковник Олег Пєшков подавав позов про визнання незаконними дій міністра оборони РФ і керівника Федерального казенної установи «Єдиний розрахунковий центр Міністерства оборони РФ». Він вважав, що наказом міністра оборони (рішення суду, дата та номер наказу відсутні) він був незаконно позбавлений щомісячної надбавки до грошового утримання.

### Проблеми із параметричним самописцем
8 грудня 2015 року «Інтерфакс» повідомив, що сирійськими військовими на місці падіння літака знайдений параметричний самописець, який був переданий російській стороні.
18 грудня 2015 року «чорну скриньку» офіційно відкрили у Москві перед журналістами і дипломатами. Голова російської слідчої групи Микола Приймак заявив, що вся інформація щодо польоту Су-24 повністю втрачена через пошкодження.
30 грудня 2015 року заслужений військовий льотчик, кандидат технічних наук, генерал-майор Володимир Попов висловив думку, що є велика ймовірність того, що інформація із зруйнованого самописця може бути зчитана, оскільки частина електронної плати та мікросхем не зазнали руйнування. Він також вказав на те, що є можливість зняти інформацію зі зруйнованих мікросхем, можливо навіть з кожного окремого їх кристала. «Втрати інформації будуть, але незначні, і загальну картину можна буде відтворити. Сучасні технічні можливості це дозволяють».

## Реакція світової спільноти та оцінки наслідків інциденту
За запитом Туреччини, увечері 24 листопада 2015 року було проведене Позачергове засідання Північноатлантичної Ради на рівні послів. На цьому засіданні НАТО заявило про повну підтримку дій Туреччини.
Військово-політичні союзники Росії жодним чином свою позицію стосовно інциденту не позначили.
На думку політичного аналітика Інституту Євроатлантичного співробітництва Володимира Горбача, після інциденту з російським бомбардувальником, збитим Туреччиною, може початися геополітичний відступ Росії: «це поворотний момент, поворотний пункт. Якщо до цього часу Росія вела геополітичний наступ за всіма фронтами, і Україна фактично була для неї полем бою, Росія шантажувала і Україну і шантажувала Захід і світ своєю зброєю, своїми потужностями, ядерною зброєю, польотами бомбардувальників, це була демонстрація сили і це була експансія, це було розширення, посилення геополітичного впливу, то тепер може статися так, що оцей збитий літак і відсутність реакції на нього, належної військової реакції, може означати нову фазу. Росія почне назад згортатися, її геополітичний наступ захлинувся, і тепер буде геополітичний відступ, з риторикою, теж зі зброєю, але вже відступ. І для України в цьому може звичайно  бути величезний шанс, бо цей геополітичний відступ буде на всіх фронтах і в тому числі і на нашому, і думаю, що й на Донбасі, і особливо в Криму»
Китай назвав "нещасним випадком" збиття російського Су-24 турецькими ВПС та закликав Росію і Туреччину посилити контакти, щоб уникнути ескалації ситуації.

### Позиції сторін конфлікту після інциденту

#### Туреччина
Туреччина 29 листопада передала дипломатам Російської Федерації тіло загиблого пілота збитого російського бомбардувальника. Після необхідних релігійних обрядів, проведених православними священнослужителями у провінції Хатай, тіло пілота, у супроводі військового аташе посольства Російської Федерації, було доправлене літаком до Анкари, де його зустрів посол РФ Андрій Карлов та інші дипломати.
Як повідомило інформаційне агентство «Анадолу» Голова установчої ради директорів Міжнародної ради Університетів (IUC) професор Орхан Хикмет Азизоглу вважає, що «Якщо Туреччина та Росія будуть сторонами, що конфліктують, то Туреччина у відповідності з універсальним правом на захист країни, може закрити протоки для російських кораблів і не пропускати їх щоб то не було.<…> Туреччина не виступає за конфлікти. Є важливий фактор пов'язаний з такою реакцією Росії. Вона спочатку створила проблему в Україні. Захід висловив жорстку реакцію, але не наклав санкцій. Це додало Москві сміливості. Опісля вона окупувала Крим, знову не побачивши санкцій. І тут вона дещо знахабніла. <…> Ні одна країна не має права порушувати кордони іншої для підсилення потужності озброєнь, для імперіалістичної воєнної сили або ж економічного відновлення. Тут Росія помилилася.» Азизоглу нагадав, що влада та народ Туреччини закликали Росію до здорового глузду з метою розвитку культури співжиття, і Москві варто відповісти на цей заклик також спираючись на здоровий глузд. Адже від напруженості у відносинах поміж Туреччиною та Росією не матиме вигоди жодна сторона, але у майбутньому вона може призвести до серйозних проблем.
7 грудня МЗС Туреччини викликало посла РФ для роз'яснень з приводу провокації російських військових під час проходження російського судна протокою Босфор. Міністр закордонних справ Туреччини Мевлюта Чавушоглу закликав Росію припинити провокації під час проходження російськими військовими кораблями через Босфор. 6 грудня в мережі з'явилася фотографія, на якій чітко видно, як моряк з російського військового корабля "Цезарь Куніков" направив переносний ракетно-зенітний комплекс у бік Стамбула.
30 січня 2016 року МЗС Туреччини заявило, що російський Су-34 перетнув повітряний простір Туреччини з Сирії в п'ятницю, ігноруючи кілька попереджень турецьких радіолокаційних підрозділів російською і англійською мовами. Посол РФ був викликаний до МЗС Туреччини і йому був заявлений «жорсткий протест». На авіабазах ВПС Туреччини оголошений «помаранчовий» рівень тривоги, що передбачає «повну готовність до всього» і негайну відповідь пілотів на виклики без узгодження з командуванням. Міністр закордонних справ Туреччини Мевлют Чавушоглу заявив:
«Уся інформація щодо порушення кордону передана російській стороні по військовим каналам. Заперечення цього факту є типовим для політики Росії».

#### Зовнішньополітичні акції Російської Федерації
Росія односторонньо вжила певні обмежувальні заходи проти Турецької Республіки, які у самій Росії розглядаються як помста за акцію самозахисту Туреччини. 28 листопада увечері В. Путін підписав указ «Про заходи щодо забезпечення національної безпеки РФ та захисту громадян РФ від злочинних та інших протиправних дій і про застосування спеціальних економічних заходів стосовно Турецької Республіки». Окрім скасування безвізового режиму, вводяться обмеження у галузях торгівлі, туризму, транспорту, найму турецьких громадян на роботу в РФ, а також діяльності турецьких підприємств на території РФ.
30 листопада 2015 року президент Росії на кліматичній конференції у Парижі заявив, що рішення Туреччини збити російський бомбардувальник Су-24 було зумовлене бажанням убезпечити канали постачання контрабандної нафти з територій, контрольованих бойовиками "Ісламської держави".
6 грудня при проході військовим судном РФ проток стався інцидент, який МЗС Туреччини розглядає як провокацію. Міністр закордонних справ Туреччини Мевлют Чавушоглу прокоментував інцидент з російським військовим кораблем, на якому при проході через протоку Босфор був помічений військовий із ракетницею на плечі: «Між порушенням російськими військовими літаками нашого повітряного простору й переходом російських військових кораблів через протоку Босфор особливої різниці немає».
В останніх числах грудня 2015 року МЗС Росії зажадав від влади Туреччини знайти і притягнути до кримінальної відповідальності громадянина Туреччини Альпарслана Челіка, який в інтерв'ю газеті Hurriyet розповів про розстріл пілота Су-24.

## Цікаві факти
- Наприкінці червня 2016 року в російських ЗМІ набула популярності тема про «вибачення Туреччини за збитий літак», на що були змушені відреагувати офіційні кола Туреччини, які заявили, що жодних вибачень від Туреччини не було і компенсацію за збитий літак Туреччина платити не збирається[43]. Наступного дня після спростування факту вибачення в аеропорту Стамбула відбувся теракт з численними людськими жертвами.